# Ogólnopolski Raid Zimowy 1958
4. Ogólnopolski Raid Zimowy – 4. edycja Ogólnopolskiego Raidu Zimowego. Był to rajd samochodowy rozgrywany od 8 do 9 lutego 1958 roku. Była to pierwsza runda Rajdowych Samochodowych Mistrzostw Polski w roku 1958. Zawodnicy byli klasyfikowani w poszczególnych klasach nie było klasyfikacji generalnej..

## Wyniki końcowe rajdu[1]

### Klasa VIII
| Miejsce | Kierowca            | Samochód          | Punkty |
| ------- | ------------------- | ----------------- | ------ |
| 1       | Ksawery Frank       | Opel Kapitan      | 228,5  |
| 2       | Mieczysław Sochacki | FSO Warszawa M 20 | 240,0  |
| 3       | Janusz Luniak       | FSO Warszawa M 20 | 248,5  |
| 4       | Janusz Solarski     | FSO Warszawa M 20 | 252,5  |
| 5       | Zygmunt Wróblewski  | FSO Warszawa M 20 | 271,0  |

### Klasa VII
| Miejsce | Kierowca              | Samochód      | Punkty |
| ------- | --------------------- | ------------- | ------ |
| 1       | Edward Kuszewski      | Citroen BL 11 | 281,0  |
| 2       | Stefan Dobrzyński     | Citroen BL 11 | 307,5  |
| 3       | Jerzy Nowosielski     | Citroen BL 11 | 347,0  |
| 4       | Dezyderiusz Rutkowski | Citroen BL 11 | 348,5  |
| 5       | Michał Bieder         | Citroen BL 11 | 387,5  |

### Klasa V
| Miejsce | Kierowca            | Samochód     | Punkty |
| ------- | ------------------- | ------------ | ------ |
| 1       | Aleksander Sobański | Simca Aronde | 230,0  |
| 2       | Kazimierz Osiński   | Simca Aronde | 238,0  |
| 3       | Adam Małochleb      | Škoda 440    | 253,0  |
| 4       | Tadeusz Woszczyna   | Simca Aronde | 262,0  |
| 5       | Adam Wędrychowski   | Simca Aronde | 262,0  |
| 6       | Czesław Wodnicki    | Simca Aronde | 264,0  |

### Klasa IV
| Miejsce | Kierowca                | Pilot       | Samochód         | Punkty |
| ------- | ----------------------- | ----------- | ---------------- | ------ |
| 1       | Stanisław Rusiniak      | T. Sobiecki | Renault Dauphine | 240,0  |
| 2       | Kazimierz Tarczyński    |             | Renault Dauphine | 241,0  |
| 3       | Zbigniew Pawlak         |             | Wartburg         | 262,0  |
| 4       | Bolesław Ćwirko-Godycki |             | Wartburg         | 273,5  |
| 5       | Stanisław Cencora       |             | Wartburg         | 283,0  |

### Klasa III
| Miejsce | Kierowca        | Samochód     | Punkty |
| ------- | --------------- | ------------ | ------ |
| 1       | Marian Repeta   | FSO Syrena   | 248,5  |
| 2       | Marian Zatoń    | FSO Syrena   | 252,5  |
| 3       | Jerzy Zaczeniuk | Renault 4 CV | 253,0  |
| 4       | Jan Langer      | Renault 4 CV | 254,0  |
| 5       | Marek Varisella | FSO Syrena   | 256,0  |
| 6       | Piotr Mianowicz | Renault 4 CV | 261,0  |